# Ahmed Laaouej
Pour les articles homonymes, voir Laaouej.
Ahmed Laaouej, né le 8 décembre 1969 à Liège, est un homme politique belge, membre du Parti Socialiste. Il a grandi à Beyne-Heusay, avant de s'installer en 2000 à Bruxelles. Il est le bourgmestre de la commune de Koekelberg et le chef du groupe parlementaire PS à la Chambre des représentants.

## Résultats électoraux
Lors des élections du 25 mai 2014, Ahmed Laaouej se présente à la 4e place sur la liste du PS à la Chambre des représentants pour l'arrondissement de Bruxelles et est élu député fédéral avec 12 996 voix d'avance. C'est le 7e meilleur résultat individuel, tous partis confondus, à Bruxelles. 
Le 21 septembre 2017, il est désigné chef de groupe PS à la Chambre des représentants en remplacement de Laurette Onkelinx.
Le 26 novembre 2018, il prête serment en qualité de bourgmestre de la commune bruxelloise de Koekelberg.
Tête de liste du PS lors des élections fédérales du 26 mai 2019, dans la circonscription de Bruxelles-Capitale, Ahmed Laaouej est élu avec 31 589 voix d'avance. Il réalisant le 2e meilleur résultat individuel, tous partis confondus, à Bruxelles, après Didier Reynders, Vice-Premier Ministre sortant (33 205 voix).

## Origine et études
Il est issu d'une famille originaire du Rif (dans la région de Kebdana, à proximité de Berkane, à l'est du Maroc) ; il est le cinquième d’une fratrie de six enfants. Son père arrive en Belgique en 1962, et est mineur de fond dans un charbonnage de la région liégeoise. Sa mère était femme au foyer.
Ahmed Laaouej est né et a grandi dans un quartier populaire de la commune Beyne-Heusay, où il entame sa scolarité. Il poursuit ses études secondaires à l'Institut provincial d'enseignement secondaire de Fléron puis à l’Athénée royal de Jupille. Il entre à la faculté de droit de l'Université de Liège en 1987.  
Il est titulaire d'une licence en droit. Il prolonge ses études avec un diplôme de spécialisation en droit économique et fiscal, qu'il obtient en 1993.

## Carrière professionnelle
En 1993, il entre au Ministère des Finances, à l'impôt sur les sociétés. Il rejoint ensuite l’Inspection Spéciale des Impôts (ISI).
Il adhère à la Centrale générale des services publics (CGSP) en 1995. Il y rencontre André Graindorge et Michèle Belot. Ils joueront un rôle décisif dans son rapprochement avec le Parti socialiste.
En 2000, il rejoint l’Institut Emile Vandervelde (IEV), le centre d’étude du Parti socialiste (PS). Il y occupe la fonction de conseiller pour les questions fiscales et de fonction publique. Il collabore avec Elio Di Rupo, ancien président du PS, et Frédéric Delcor, alors directeur de l'IEV, lors de différentes négociations, en particulier celles qui ont trait à la formation des gouvernements fédéral (2003), régional et de la Communauté française (2004).  
En 2004, il est désigné directeur de cabinet du ministre de la Fonction publique et des Sports Claude Eerdekens. Il contribue à la mise en place d’une politique de promotion du sport, notamment, par l’instauration des « Chèques-Sport » sur l’ensemble de la Fédération Wallonie-Bruxelles. Ce dispositif permet à des enfants issus de milieux défavorisés de s’affilier à un club sportif ou de subventionner un équipement sportif.  
En 2007, il réintègre l'Institut Emile Vandervelde, où Frédéric Delcor passe le flambeau à Anne Poutrain.
Ahmed Laaouej participe à la préparation du programme du PS pour les élections régionales et européennes de 2009, puis pour les élections fédérales de 2010. Il aidera Elio Di Rupo et Anne Poutrain, lors des négociations pour la formation des gouvernements issus de ces élections.
Il sera l'expert du PS lors de la crise politique qui suit les élections fédérales de 2010, en particulier lors des négociations sur la nouvelle loi de financement des régions et des communautés.

## Engagement au Parlement Fédéral (Sénat et Chambre)
En 2009, Ahmed Laaouej se présente aux élections régionales pour la Région bruxelloise. Occupant la 51e place sur la liste PS, il obtient plus de 2 200 voix, score insuffisant pour obtenir un siège.
En 2010, il est désigné Sénateur ;  il devient le Vice-Président de la Commission Finances et Économie (FINECO) et siège également à la Commission Justice du Sénat belge.
Il est l’auteur de nombreuses initiatives parlementaires relatives à la fiscalité, la régulation financière ou encore à la lutte contre la fraude fiscale. 
Ahmed Laaouej est l’auteur de plusieurs propositions de loi débattues au Sénat ; elles concernent, entre autres, l’interdiction de la spéculation sur le prix des denrées alimentaires, l’interdiction des bonus et autres avantages pour les dirigeants de banques aidées par l’État belge, le remboursement des aides publiques en cas de licenciements boursiers, le renforcement de la lutte contre le blanchiment d’argent, la criminalité financière.
Ahmed Laaouej propose également une loi visant à exonérer de TVA les dons alimentaires provenant des invendus dans la distribution ou le commerce de détail. Une circulaire du Ministre des Finances, dans ce sens, sera adoptée. Cette réglementation permet d'augmenter le volume des dons alimentaires en Belgique et d'éviter la destruction des invendus.
À la Chambre des représentants, il est à l'origine d'une loi visant à interdire l'activité des fonds vautours sur le territoire belge. À la suite du scandale des Panama Papers, il devient président de la Commission parlementaire spéciale chargée d'examiner les mécanismes de fraude fiscale, en particulier le volet belge de cette affaire. Il est, depuis le 21 septembre 2017, chef de groupe du Parti Socialiste à la Chambre des Représentants, en remplacement de Laurette Onkelinx.
Il est tête de liste du Parti Socialiste aux élections régionales du 09 juin 2024 à Bruxelles.

## Engagement local dans la commune de Koekelberg
Il est élu dans la commune de Koekelberg, en octobre 2006 sur la liste PS. Lors des élections communales du 14 octobre 2012, il est tête de liste du PS et obtient la deuxième place, en termes de score électoral de la commune, derrière le bourgmestre libéral Philippe Pivin. Il réalise là un des meilleurs taux de pénétration électorale des candidats socialistes aux élections communales en région bruxelloise.   
À la suite des élections communales du 14 octobre 2018, il est désigné bourgmestre de Koekelberg dans une coalition regroupant les élus du PS, Ecolo/Groen et Alternative humaniste (ex-CDH). Il met fin à 37 ans de présence de la famille Pivin à la tête de la commune. Il est de nouveau élu aux élections communales de 2024, à la tête de la liste du bourgmestre. Le PS remporte une majorité absolue de sièges. Il choisit de conserver son siège au parlement bruxellois, et en vertu de la règle du non cumul des mandats, Olivia P'tito le remplace à la tête de la commune.

## Engagement associatif
Ahmed Laaouej est administrateur de la PAC (Présence et Action Culturelles) et, de 2009 à 2017, il préside le Conseil d’administration de « Espace Magh », centre culturel consacré aux cultures du Maghreb et de la Méditerranée.  

## Carrière politique
- Conseiller communal à Koekelberg depuis 2006
- Sénateur du 20 juillet 2010 au 19 juin 2014
- Député Fédéral depuis le 19 juin 2014
- Vice-Président du Parti Socialiste bruxellois depuis le 7 février 2013 au 18 octobre 2019
- Président de la Commission spéciale "Panama Papers" depuis le 22 avril 2016
- Chef de Groupe du Parti Socialiste à la Chambre des Représentants depuis le 21 septembre 2017
- Bourgmestre de Koekelberg depuis le 26 novembre 2018
- Président de la Fédération Bruxelloise du Parti Socialiste depuis le 19 octobre 2019